# Campagne (politiek)

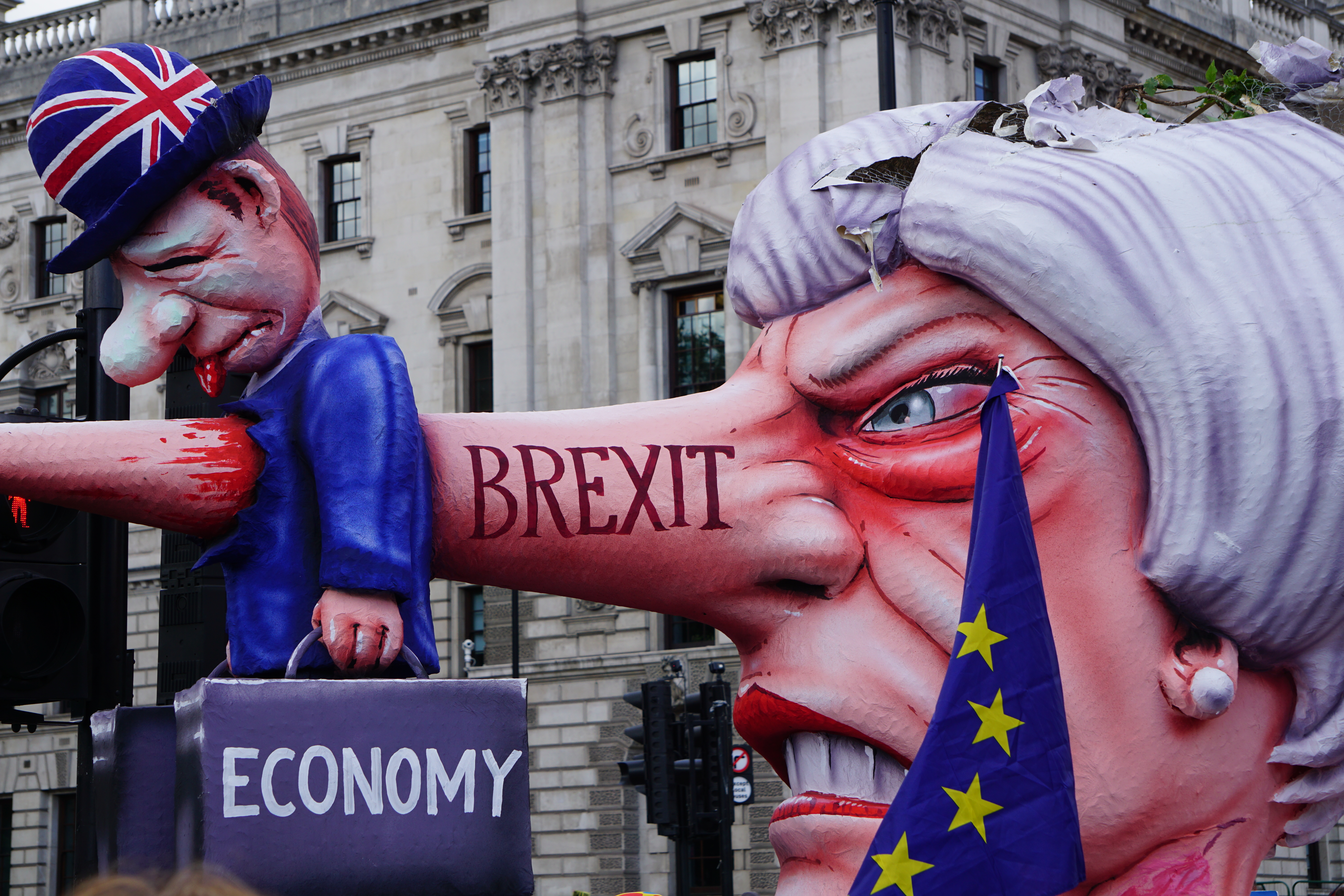
Een pop tijdens anti-Brexit protest.

Een politieke campagne is een georganiseerde poging om de besluitvorming binnen een bepaalde groep of maatschappij te beïnvloeden.
In een democratie komt een politieke campagne vaak neer op een verkiezingscampagne, waarbij volksvertegenwoordigers worden gekozen of een referendum worden beslist. In de moderne politiek zijn de meest opvallende politieke campagnes gericht op algemene verkiezingen en kandidaten voor staatshoofd of regeringsleider, vaak een president of premier.
Een opvallende campagne verliep in het Verenigd Koninkrijk naar aanleiding van het Brexit-referendum in 2016, en ook nadien, als protest tegen de Brexit.